# بيير لافال
كان بيير لافال (بالفرنسية: Pierre Laval) سياسيًا فرنسيًا. شغل منصب رئيس وزراء فرنسا ثلاث مرات: 1931-1932، و1935-1936 خلال الجمهورية الثالثة، ومنذ عام 1942 حتى عام 1944 خلال حكم فيشي. خضع لافال بعد الحرب للمحاكمة بتهمة التعاون مع العدو وأُعدِمَ بتهمة الخيانة.
كان لافال اشتراكيًا في بدايات حياته، وبدأ مسيرته كمحامٍ في عام 1909، واشتهر بدفاعه عن المضربين والنقابيين واليساريين ضد ملاحقات الحكومة. انتُخب نائبًا في مجلس النواب الفرنسي في عام 1914 عن القسم الفرنسي للأممية العمالية، وظل متمسكًا بقناعاته السلمية خلال الحرب العالمية الأولى. غادر الحزب الاشتراكي بعد هزيمته في انتخابات 1919، وأصبح عمدة بلدة أوبارفيلييه. عاد إلى البرلمان في عام 1924 كمستقل، وانتُخب سيناتورًا بعد ذلك بثلاث سنوات. شغل أيضًا عدة مناصب وزارية، ومن ضمنها وزير الأشغال العامة، ووزير العدل ووزير العمل. أصبح رئيسًا للوزراء في عام 1931، ولكن حكومته لم تصمد سوى عام واحد.
انضم لافال إلى حكومة غاستون دومرغ المحافظة في عام 1934، وشغل فيها منصب وزير المستعمرات ثم وزير الخارجية. أصبح رئيسًا للوزراء مرة أخرى في عام 1935، وسعى إلى احتواء ألمانيا عبر سياسات خارجية داعمة لإيطاليا والاتحاد السوفيتي، ولكن تعامله مع أزمة الحبشة (إثيوبيا)، والتي اعتُبرت سياسة استرضاء للديكتاتور الإيطالي بينيتو موسوليني، أدت إلى استقالته في عام 1936.
تولى لافال أدوارًا بارزة في حكومة فيشي تحت قيادة فيليب بيتان بعد هزيمة فرنسا في الحرب الخاطفة التي شنها أدولف هتلر في عام 1940. شغل منصب نائب رئيس مجلس الوزراء منذ يوليو حتى ديسمبر 1940، ثم أصبح رئيسًا للحكومة منذ أبريل 1942 حتى أغسطس 1944. أظهر قسوة شديدة تجاه الشعب الفرنسي خلال هذه الفترة، فرحّل الآلاف، بمن فيهم يهود، إلى معسكرات العمل القسري في بولندا المحتلة وألمانيا، واعتمد على أساليب قمعية صارمة لإخماد المعارضة، مما زاد من السخط الشعبي على الحكومة المكروهة.
اعتقل الألمان لافال بعد تحرير فرنسا عام 1944. فرّ إلى إسبانيا في أبريل 1945، ولكنه عاد لاحقًا إلى فرنسا حيث اعتقلته حكومة شارل ديغول. خضع لمحاكمة وُصفت بأنها غير عادلة، شبيهة بتلك التي أجراها نظام فيشي نفسه ضد معارضيه. أدين بالتآمر ضد أمن الدولة والتعاون مع العدو. أُعدمَ رميًا بالرصاص في أكتوبر 1945 بعد محاولة انتحار فاشلة. انتشر اعتقاد من البعض في السنوات التي تلت إعدام لافال أن ديغول أراد تهدئة السياسيين من الجمهورية الثالثة وأنصار فيشي السابقين، الذين جعلوا من لافال كبش فداء لجرائم النظام.

## لافال المحامي
تخلى لافال عن دراسة العلوم الطبيعية، واتجه في نهاية المطاف إلى دراسة القانون، وأصبح في عام 1909 يُعرف بلقب «محامي الفقراء»، فكان قريبًا من النقابيين في الكنفدرالية العامة للشغل.

اتسمت السنوات التي سبقت الحرب العالمية الأولى باضطرابات عمالية واسعة، ودافع لافال عن المضربين والنقابيين والمحرضين اليساريين ضد محاولات الحكومة لملاحقتهم قضائيًا، وقال في مؤتمر نقابي:
«أنا رفيق بين الرفاق، عامل بين العمال. لست من أولئك المحامين الذين يظلون على وعي بأصولهم البرجوازية حتى أثناء محاولتهم إنكارها، ولست من أولئك المحامين المتعجرفين الذين ينخرطون في مناقشات أكاديمية ويتظاهرون بأنهم مثقفون. أنا فخور بما أنا عليه، محامٍ في خدمة العمال اليدويين الذين اعتبرهم رفاقي، عامل مثلهم، أنا أخوهم. أيها الرفاق، أنا محامٍ يدوي».
كانت أول قضية جلبت له الشهرة هي تبرئة غوستاف مانيس، وهو نقابي ثوري كان قد اتُهم بحيازة متفجرات وكتيبات أناركية.
تزوج لافال من جان كلوسا في عام 1909، وهي ابنة السياسي الاشتراكي الدكتور جوزيف كلوسا، وأنجبا طفلًا واحدًا، ابنة تدعى جوزيه، وُلدت في عام 1911. تزوجت جوزيه فيما بعد من رينيه دي شامبرون، الذي كان عمه نيكولاس لونغوورث الثالث، المتزوج من أليس روزفلت، ابنة الرئيس الأمريكي ثيودور روزفلت.
لم تشارك زوجة لافال مطلقًا في السياسة على الرغم من أنها جاءت من عائلة سياسية، وكان لافال يُعتبر عمومًا رجلًا مخلصًا لعائلته.
ترشح لافال في عام 1911 للجمعية الوطنية في دائرة نويي-بولوني الانتخابية. تسبب ترشحه في الجولة الثانية في فوز المرشح المحافظ إدوار نورتييه، نظرًا لبقاء المرشح الراديكالي ألكسندر بيرسان في السباق أيضًا.

## الحرب العالمية الأولى

### النائب الاشتراكي عن مقاطعة السين
أطلقت الأحزاب الاشتراكية والراديكالية حملاتها الانتخابية دفاعًا عن السلام، بقيادة جان جوريس وجوزيف كايو في أبريل 1914، وذلك مع تصاعد المخاوف من اندلاع الحرب. ندد تحالف دي غوش (تحالف اليسار بالقانون الصادر في يوليو 1913، الذي مدّد مدة الخدمة العسكرية الإلزامية من سنتين إلى ثلاث سنوات.
دعم النقابيون ترشيح لافال عن الحزب الاشتراكي في مقاطعة السين التي تضم باريس وضواحيها، وذلك في انتخابات عام 1914 التشريعية، والتي جرت قبل ثلاثة أشهر من اندلاع الحرب العالمية الأولى. فاز بالمقعد عن دائرة سان دوني، ليصبح أصغر نائب في البرلمان الفرنسي بعمر 31 عامًا تقريبًا.
حصل الراديكاليون، بدعم الاشتراكيين، على الأغلبية في البرلمان، وكانوا يأملون في تجنب الحرب، ولكن اغتيال الأرشيدوق فرانتس فرديناند في 28 يونيو 1914، ثم اغتيال جان جوريس في 31 يوليو 1914، قضى على تلك الآمال. فقد لافال شقيقه جان خلال الأشهر الأولى من الحرب.
كان اسم لافال مدرجًا في قائمة كارنيه بي، وهي قائمة سرية بالأشخاص المشتبه في كونهم معادين للحرب، ولكن وزير الداخلية جان-لوي مالف رفض اعتقال أي شخص، رغم ضغوط هيئة الأركان العامة. ظل لافال مخلصًا لمعتقداته السلمية خلال فترة الحرب.
اقترح جان لونغي، حفيد كارل ماركس، على النواب الاشتراكيين في ديسمبر 1915 التواصل مع اشتراكيي الدول الأخرى للضغط من أجل سلام تفاوضي. دعم لافال الفكرة، لكنها لم تحظَ بقبول البرلمان.
أصبحت السلع نادرة وارتفعت الأسعار مع تركيز موارد فرنسا على المجهود الحربي. انتقد لافال وزير التموين إدوارد هيريو في 30 يناير 1917، بسبب النقص في إمدادات الفحم في باريس. ردّ هيريو على ذلك قائلًا: «لو كنت أستطيع، لكنت أنا من يفرغ شحنات الفحم»، أجابه لافال ساخرًا: «لا تضف السخرية إلى عدم الكفاءة». أثار تصريحه ضحك البرلمان، وأثار إعجاب جورج كليمنصو، لكنه تسبب في توتر دائم بينه وبين هيريو.

### مؤتمر ستوكهولم: «النجم القطبي»
أدان لافال سلوك الحرب وسوء إمداد القوات في الميدان. دافع لافال عن المتمردين عندما اندلعت التمردات بعد هجوم الجنرال روبرت نيفيل في أبريل 1917 في شيمان دي دام. رأى لافال فرصة للسلام عندما عاد مارسيل كاشين وماريوس موتيه من سانت بطرسبرغ في يونيو 1917 حاملين دعوة لحضور مؤتمر اشتراكي في ستوكهولم.
حثّ لافال المجلس على السماح لوفد بالسفر في خطاب ألقاه أمام الجمعية قائلًا: «نعم، ستوكهولم، استجابة لنداء الثورة الروسية... نعم، ستوكهولم، من أجل السلام... نعم، ستوكهولم، نجمة القطب»، ولكن الطلب قوبل بالرفض.
تلاشى أمل السلام في ربيع عام 1917 بسبب اكتشاف خونة، بعضهم حقيقيون والبعض الآخر من نسج الخيال، كما حدث مع مالفي، الذي أصبح مشتبهًا به لأنه رفض اعتقال فرنسيين مدرجين في قائمة كارنيه بي، ولم يُنسَ خطاب لافال الشهير: «ستوكهولم، نجمة القطب».
اعتُقِلَ أو استجوِبَ العديد من معارف لافال، ومن ضمنهم ناشرو صحيفة بونيه روج الأناركية وغيرهم من دعاة السلام. لم تتخذ السلطات أي إجراءات ضد لافال على الرغم من أن لافال كان يتردد على الأوساط السلمية (وكان يُقال إنه كان يعرف ليون تروتسكي).
وفّرت مكانة لافال كنائب وحذره وعلاقاته الشخصية الحماية له. أصبح كليمنصو رئيسًا للوزراء في نوفمبر 1917، وعرض على لافال منصبًا في حكومته. رفض لافال العرض، إذ كان الحزب الاشتراكي يرفض المشاركة في أي حكومة، إلا أنه شكك في حكمة هذا الموقف خلال اجتماع لنواب الحزب الاشتراكي.

## وصلات خارجية
- بيير لافال على موقع الموسوعة البريطانية (الإنجليزية)
- بيير لافال على موقع مونزينجر (الألمانية)
- بيير لافال على موقع إن إن دي بي (الإنجليزية)
- "Nazi diplomacy: Vichy, 1940"، World War (essay)، Hist clo، مؤرشف من الأصل في 2017-11-14.
- View auction of Laval's possessions in 1944، ITN source، مؤرشف من الأصل في 2017-02-03.
- الفيلم القصير A German is tried for murder [&c (1945)] متوفر للتحميل من موقع أرشيف الإنترنت [المزيد]
- "Pierre Laval: Devil's Advocate"، Learn Law, Law's Hall of Shame، Duhaime، مؤرشف من الأصل في 2018-11-16.